# Schachweltmeisterschaft der Frauen 1988
Bei der Schachweltmeisterschaft der Frauen 1988 verteidigte die Georgierin Maia Tschiburdanidse ihren Titel gegen Nana Iosseliani erfolgreich.

## Interzonenturniere
Bei den Interzonenturnieren 1987 traten 16 bzw. 18 Spielerinnen an, die sich zuvor im regionalen Maßstab bei Zonenturnieren qualifiziert hatten. Aus diesen Turnieren qualifizierten sich je drei Spielerinnen für das Kandidatenturnier. 

## Kandidatenturnier
Das Kandidatenturnier wurde erneut als Rundenturnier ausgetragen, wobei jede Spielerin zweimal gegen jede andere anzutreten hatte. Zu den sechs Spielerinnen aus den Interzonenturnieren kamen die beiden Finalistinnen des vorhergehenden Kandidatenturniers. Das Turnier fand im Januar 1988 in Zqaltubo statt. Erneut spielte Litinskaja einen starken ersten Durchgang (ungeschlagen bei 5½ Punkten aus 7 Runden), fiel jedoch wie schon 1986 in der Rückrunde klar ab (vier Niederlagen). Während Achmylowskaja ausgeglichen spielte, gab Iosseliani im zweiten Durchgang nur ein einziges Remis ab.
| Pl. | Name                 | 1 | 1 | 2 | 2 | 3 | 3 | 4 | 4 | 5 | 5 | 6 | 6 | 7 | 7 | 8 | 8 | Gesamt |
| --- | -------------------- | - | - | - | - | - | - | - | - | - | - | - | - | - | - | - | - | ------ |
| 1.  | Nana Iosseliani      |   |   | ½ | 1 | 0 | ½ | ½ | 1 | 0 | 1 | 1 | 1 | ½ | 1 | 1 | 1 | 10     |
| 2.  | Jelena Achmilowskaja | ½ | 0 |   |   | ½ | 1 | ½ | 1 | 1 | ½ | 1 | 1 | 1 | 1 | ½ | ½ | 10     |
| 3.  | Irina Levitina       | 1 | ½ | ½ | 0 |   |   | 0 | ½ | ½ | 1 | ½ | ½ | 1 | ½ | ½ | 1 | 8      |
| 4.  | Marta Litinskaja     | ½ | 0 | ½ | 0 | 1 | ½ |   |   | 1 | 0 | 1 | 0 | ½ | 1 | 1 | 1 | 8      |
| 5.  | Nana Alexandria      | 1 | 0 | 0 | ½ | ½ | 0 | 0 | 1 |   |   | ½ | ½ | 1 | 0 | 1 | ½ | 6½     |
| 6.  | Agnieszka Brustman   | 0 | 0 | 0 | 0 | ½ | ½ | 0 | 1 | ½ | ½ |   |   | 0 | 1 | 1 | ½ | 5½     |
| 7.  | Nona Gaprindaschwili | ½ | 0 | 0 | 0 | 0 | ½ | ½ | 0 | 0 | 1 | 1 | 0 |   |   | 0 | 1 | 4½     |
| 8.  | Ketewan Arachamia    | 0 | 0 | ½ | ½ | ½ | 0 | 0 | 0 | 0 | ½ | 0 | ½ | 1 | 0 |   |   | 3½     |

### Stichkampf
Der anschließende Stichkampf der beiden punktgleichen Siegerinnen war auf sechs Partien angesetzt. Iosseliani sollte ein 3:3-Unentschieden genügen, da sie im Hauptturnier die bessere Sonneborn-Berger-Wertung hatte. Nach ihrem Auftaktsieg und vier Remisen konnte der Wettkampf also nach fünf Partien beendet werden.
|                      | 1 | 2 | 3 | 4 | 5 | Punkte |
| -------------------- | - | - | - | - | - | ------ |
| Nana Iosseliani      | 1 | ½ | ½ | ½ | ½ | 3      |
| Jelena Achmilowskaja | 0 | ½ | ½ | ½ | ½ | 2      |

## Weltmeisterschaftskampf
Der Weltmeisterschaftskampf wurde vom 19. September bis 4. November 1988 in Telawi ausgetragen. Hauptschiedsrichter war Jaroslav Šajtar aus der Tschechoslowakei. Maia Tschiburdanidse gewann mit knappem Vorsprung und blieb für weitere drei Jahre Weltmeisterin.
|                      | 1 | 2 | 3 | 4 | 5 | 6 | 7 | 8 | 9 | 10 | 11 | 12 | 13 | 14 | 15 | 16 | Punkte |
| -------------------- | - | - | - | - | - | - | - | - | - | -- | -- | -- | -- | -- | -- | -- | ------ |
| Maia Tschiburdanidse | ½ | 1 | ½ | 0 | ½ | ½ | 1 | ½ | ½ | ½  | 1  | ½  | ½  | ½  | 0  | ½  | 8½     |
| Nana Iosseliani      | ½ | 0 | ½ | 1 | ½ | ½ | 0 | ½ | ½ | ½  | 0  | ½  | ½  | ½  | 1  | ½  | 7½     |